# Brunfelsia clarensis
Brunfelsia clarensis là loài thực vật có hoa trong họ Cà. Loài này được Britton & P.Wilson mô tả khoa học đầu tiên năm 1920.